# Gare de Clécy-Bourg
Gare de Clécy-Bourg vasútállomás Franciaországban, Clécy településen.

## Vasútvonalak
Az állomást az alábbi vasútvonalak érintik:
- Cean–Cerisy-Belle-Étoile-vasútvonal

## Kapcsolódó állomások
A vasútállomáshoz az alábbi állomások vannak a legközelebb: